# 中华人民共和国国防动员法
《中华人民共和国国防动员法》是一部中华人民共和国法律，该法律于2010年2月26日在第十一届全国人民代表大会常务委员会通过，并于2010年7月1日起施行。

## 立法缘由
《中华人民共和国国防动员法》的第一条是“为了加强国防建设，完善国防动员制度，保障国防动员工作的顺利进行，维护国家的主权、统一、领土完整和安全，根据宪法，制定本法。”

## 实施
《中华人民共和国国防动员法》的最后一条是“本法自2010年7月1日起施行。”
2021年10月23日，十三届全国人民代表大会常务委员会通过《关于深化国防动员体制改革期间暂时调整适用相关法律规定的决定》，深化国防动员体制改革期间，暂时调整适用本法中有关国防动员以及人民武装动员、经济动员、人民防空、交通战备、国防教育的领导管理体制、军地职能配置、工作机构设置和国防动员资源指挥运用的规定。